# Tabanus pleskei
Tabanus pleskei är en tvåvingeart som beskrevs av Krober 1925. Tabanus pleskei ingår i släktet Tabanus och familjen bromsar. Inga underarter finns listade i Catalogue of Life.